# Sussex's Men
Sussex's Men, eigenlijk The Earl of Sussex's Men, was een Engels toneelgezelschap ten tijde van Elizabeth I en Jacobus I. De groep was vernoemd naar hun beschermheer, Thomas Radclyffe, 3e graaf van Sussex. Aangezien de graaf in 1572 werd benoemd tot Lord Chamberlain werden zij ook weleens aangeduid met die naam, maar de groep moet niet verward worden met het invloedrijke gezelschap Lord Chamberlain's Men van William Shakespeare en Richard Burbage.
In de jaren 1570 reisde het uit zes leden bestaande gezelschap vooral rond, maar aangezien de graaf een hoge positie bekleedde, gaven zij ook enkele malen voorstellingen aan het hof. Hun repertoire bestond uit anonieme stukken die verloren zijn gegaan, maar waarvan de titels in sommige gevallen nog wel bekend zijn (The Red Knight, The Cruelty of a Stepmother, Murderous Michael).
In 1583 overleed de graaf. Hij werd opgevolgd door zijn jongere broer Henry Radclyffe. In deze periode toerde de groep weer door het land. In 1590 and 1591 werkten zij tijdelijk samen met 
Queen Elizabeth's Men en in januari 1592 was er weer een optreden aan het hof.
Van de zomer van 1592 tot het voorjaar van 1594 was er weinig theateractiviteit in en rond Londen vanwege een pestepidemie. Alleen in de koude wintermaanden, als de ziekte enigszins afnam, kon er worden gespeeld. Theatermanager en -bouwer Philip Henslowe was in staat in deze periode zijn theater The Rose te openen. In de winter van 1592-1593 werd er gespeeld door Lord Strange's Men, maar toen zij een tournee door het land gingen maken contracteerde Henslowe Sussex's Men voor de periode van 26 december 1593 tot 6 februari 1594. 
De toneelgezelschappen kochten gewoonlijk hun stukken rechtstreeks aan van de schrijvers. Als impresario beschikte Henslowe zelf over de rechten van een groot aantal stukken, die hij dan ook door verschillende groepen kon laten spelen. Zo speelden Sussex's Men op 4 februari 1594 The Jew of Malta van Christopher Marlowe, dat ook op het repertoire had gestaan van Lord Strange's Men. Sussex's Men traden in deze korte periode zeker 30 keer op met 13 verschillende, wederom meest anonieme, stukken. Henslowes Diary vermeldt echter ook dat driemaal het stuk Titus & Ondronicus werd opgevoerd, dat vrijwel zeker Shakespeares Titus Andronicus was. 
Nadat de pestepidemie was gaan liggen kwamen de theaters in 1594 weer volop in bedrijf. De 
Sussex's Men werkten nog enkele malen samen met Queen Elizabeth's Men, maar verdwenen vervolgens van het Londense toneel, mogelijk als gevolg van het succes van de toen overheersende gezelschappen 
de Admiral's Men en de Lord Chamberlain's Men. Zij reisden vervolgens weer rond, zeker tot in 1618.